# 강녕군 (왕손)
강녕군 이기(江寧君 李祺, ? ~ 1581)은 조선시대 중기의 왕족, 문신, 공신으로 조선 세종대왕의 9번째 서자 영해군의 손자이자, 영춘군의 차남이다. 연산군과는 5촌간이 된다. 중종 반정때의 정국원종공신에 녹훈되었다. 본관은 전주.
강녕군은 알뜰하게 가꿔진 꽃밭과 정결한 집을 가졌었는데 연산군의 내폐(內嬖)가 이 집을 탐내어 빼앗고자 했다. 그러나 강녕군이 연산군의 요청에 불응하자 내폐의 고자질로 연산군은 크게 노해 주인과 가노를 붙잡아 가두고 문초했다. 이런 연유로 강녕군 부자와 여러 형제는 남해 섬으로 귀양살이를 갔다.
두어 달 뒤 중종반정으로 관작이 회복되었고, 중종대왕은 특별히 정국원종공신(靖國原從功臣)으로 공훈록과 비문에 그 사적을 표기케 하고 <삼강행실록(三綱行實錄)>에도 기록토록 지시했다.

## 가족 관계
- 조부 : 영해군(寧海君) 이장(李璋, 1435 ~ 1477)
- 조모 : 임천군부인 평산 신씨(林川郡夫人 平山 申氏) - 한성윤(漢城尹) 증 찬성(贈 贊成) 신윤동(申允童)의 딸
  - 부친 : 영춘군(永春君) 이인(李仁, 1465 ~ 1507)
- 외조부 : 행목사(行牧使) 증 영의정(贈 領議政) 류양(柳壤)
- 외조모 : 정즙(鄭楫)의 딸 청주 정씨
  - 모친 : 광양현부인 진주 류씨(光陽縣夫人 晋州 柳氏) 
    - 큰누나 : 파평 윤씨 부호군(副護軍) 윤회충(尹懷忠)의 처
    - 작은누나 : 이천(李瑏, 1504 ~ ?)[1]
    - 형 : 완천군(完川君) 이희(李禧, 1516년 1월 23일 ~ ?년 2월 19일)
    - 남동생 : 순성부정(蓴城副正) 이정(李禎)
    - 남동생 : 덕녕부정(德寧副正) 이의(李禕, ? ~ ?년 6월 22일)
    - 정부인 : 별좌(別坐) 이윤종(李尹宗)의 딸 전의 이씨
      - 아들 : 주진수(朱陳守) 이원(李瑗, ? ~ ?념 9월 8일)
      - 며느리 : 노섭(盧爕)의 딸 교하 노씨
        - 양손자 : 부사과(副司果) 증 좌통례(贈 左通禮) 이덕량(李德良)[2]

      - 장녀 : 평강 채씨 감사(監司) 채세걸(蔡世傑)의 처
        - 외손자 : 채연(蔡㳙)

      - 차녀 : 강릉 최씨 군수(郡守) 최수증(崔壽增)의 처

    - 계부인 : 참봉(參奉) 증 참찬(贈 參贊) 조방과(趙邦佐)의 딸 양주 조씨
      - 3녀 : 경주 이씨 군수(郡守) 이몽서(李夢犀)의 처

## 같이 보기
- 연산군
- 중종 반정
- 정국공신
- 원종공신
- 신빈 김씨
- 세종
- 성종
- 중종